# Zapsalis
Zapsalis („důkladný pár nůžek“, podle jemného vroubkování) je jedním z nepříliš známých zástupců „srpodrápých“ dinosaurů z čeledi Dromaeosauridae. Žil v období pozdní křídové periody (stupeň kampán, před 75 miliony let) na území státu Montana (USA) a možná také kanadské provincie Alberty. Fosilie v podobě izolovaných zubů byly objeveny v sedimentech souvrství Judith River a zřejmě i souvrství Dinosaur Park.

## Objev a vědecký popis
První fosilie tohoto dromeosaurida popsal již roku 1876 paleontolog Edward Drinker Cope podle nálezu z Montany. Druhové jméno znamená "abradovaný", "zvětralý". V roce 1964 synonymizoval Richard Estes tento taxon s rodem Paronychodon, v roce 2002 však Julia Sankey s kolegy znovu stanovila systematickou samostatnost této fosilie (označila ji jako "?Dromaeosaurus Morphotype A"). V roce 2013 pak stanovila validitu (platnost) druhu Z. abradens studie Dereka Larsona a Philipa Currieho. Zároveň se ukázalo, že morfologicky velmi podobné zuby jsou objevovány i v sedimentech souvrství Milk River. Příbuzným taxonem může být také rod Euronychodon.
V roce 2019 byla publikována odborná práce, hodnotící objevy všech izolovaných zubů v souvrství Judith River. Autoři konstatují, že materiál popsaný jako "Zapsalis" může být ve skutečnosti zub, patřící zástupci rodu Saurornitholestes.